# Стенищев, Александр Михайлович
Алекса́ндр Миха́йлович Сте́нищев (5 декабря 1946, Калинин, СССР) — советский футболист.

## Карьера
Воспитанник калининского футбола. Его первым профессиональным клубом стала местная «Волга». В 1967 году он провёл за клуб 38 игр и забил 2 мяча, но его клуб занял последнее место в лиге. Всего же за три сезона он провёл за калининцев 78 игр, в которых отметился 7 мячами. В 1968 году, в свой единственный сезон за московское «Торпедо», где он играл вместе с Эдуардом Стрельцовым и Валерием Ворониным Стенищев стал бронзовым призёром чемпионата СССР. В 1969 он играл за Махачкалинское «Динамо». С 1970 по 1974 год в общей сложности за ярославский «Шинник» провёл 5 сезонов и сыграл 132 матча. Карьеру же завершал в «Тракторе» из Павлодара.

## Достижения
- Бронзовый призёр чемпионата СССР: 1968